# Pinnekjøtt

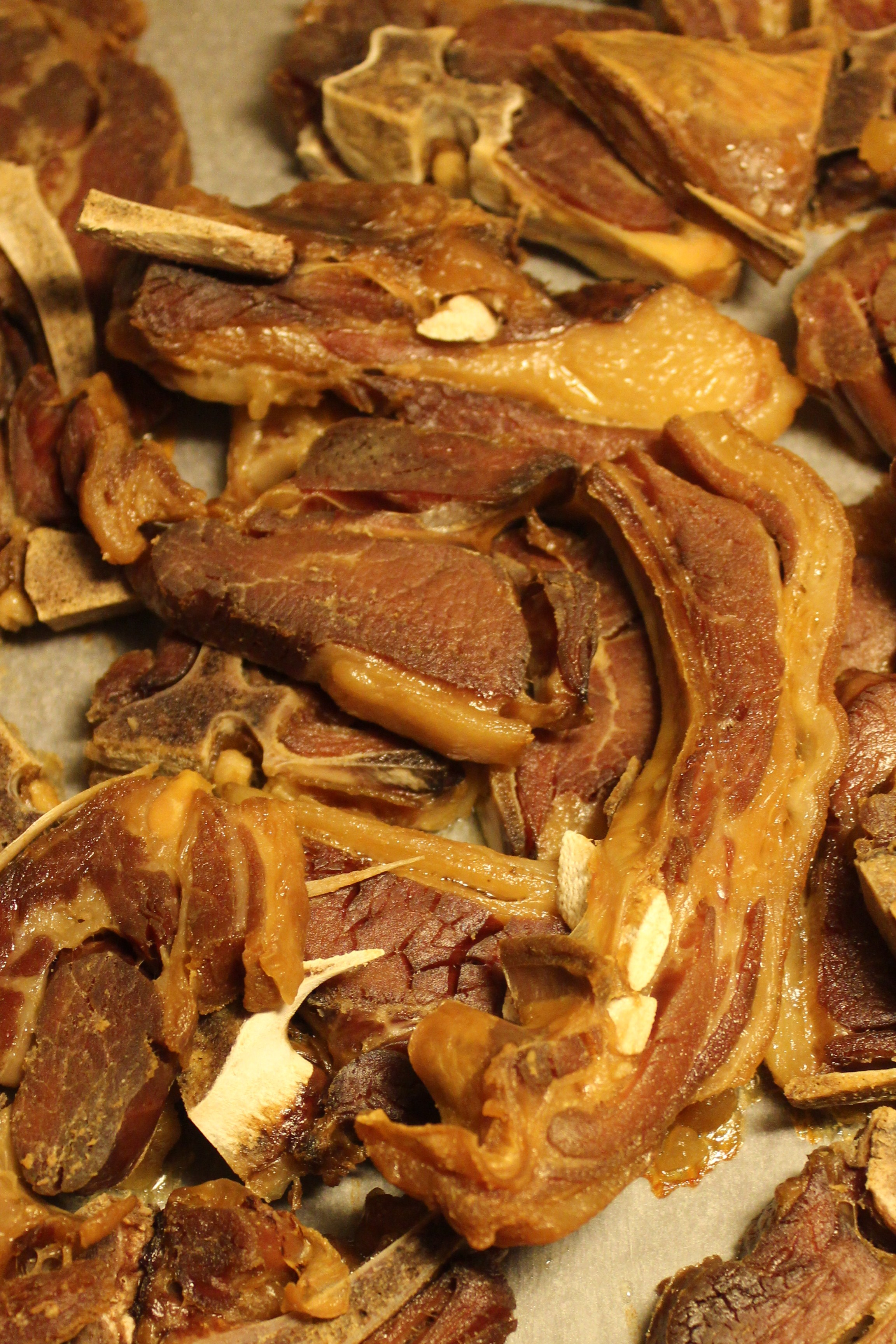
Tillagat pinnekjøtt.

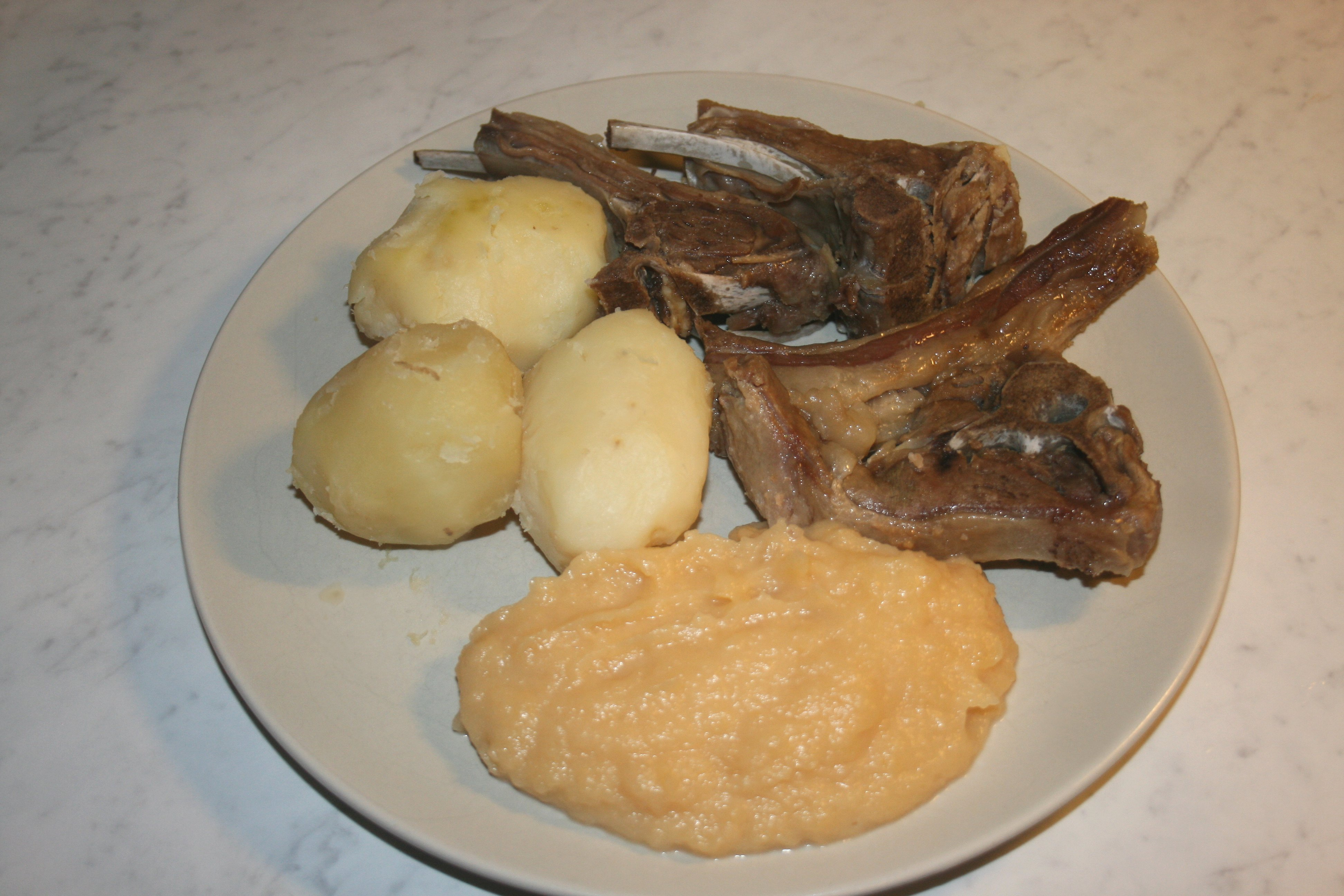
En portion pinnekjøtt med rotmos och kokt potatis.

Pinnekjøtt (bokmål), på nynorska även pinnekjøt, är en  maträtt som i Norge särskilt förknippas med julen. Rätten tillagas av saltade, torkade revben av får. Köttet ångkokas i gryta uppepå ett skikt av björkpinnar eller på ett kokgaller. Kring maträttens namn finns minst två konkurrerande teorier: dels att namnet kommer av kokningen på pinnar, dels att namnet utgår från det historiska ordet pinni, med betydelsen revben.
Särskilt längs Vestlandskusten är pinnekjøtt en av de viktigaste maträtterna till jul. I Norge (2005) åt 31 procent av befolkningen pinnekjøtt på julafton,  det vill säga omkring 1,5 miljoner människor.

## Ursprung
Rätten har sitt ursprung i bondekulturen i vilken saltat, torkat kött var en viktig del av kosten. Rättens status som fest- och julmat hör ihop med köttets höga fetthalt. 

## Tillberedning och tillagning
Hela sidor av fårrevben läggs i saltlake två veckor varefter sidorna hängs för att torka 6-8 veckor. Inför tillagningen skärs sidan upp längs revbenen vilka sedan blötläggs. Det urvattnade köttet tillagas därefter genom ångkokning i gryta. 

## Tillbehör
Till pinnekjøtt serveras ofta rotmos, kokt potatis och sky. Beroende på lokala traditioner förekommer lingon och senap. En kompletterande korv kan förekomma, liksom surkål eller rödkål.